# Trichrysis secernenda
Trichrysis secernenda (лат.) — вид ос-блестянок рода Trichrysis из подсемейства Chrysidinae.

## Распространение
Китай (Синьцзян, Нинся), Узбекистан, Афганистан.

## Описание
Длина тела 5—6 мм. Ярко-окрашенные металлически блестящие осы. Тело зелёное до голубовато-зелёного. Скапус, педицель, членик жгутика F1 и F2 базально металлически-зелёные, остальная часть жгутика чёрная. Тегула коричневая, с небольшими металлическими оттенками. Ноги голубовато-зелёные, с коричневыми лапками. Задний край третьего тергита брюшка с 3 небольшими широкими зубцами. Сходен с видом Trichrysis cyanea по габитусу, мелким пунктурам на метасоме и коричневой тегуле. Но его можно отделить от последнего по следующим признакам: чёрные пятна на стерните S2 отчётливо крупные и разделены узкой металлической линией; у самки членик F1 полностью металлически блестящий, а F2 частично блестящий.